# Paolo Peruzza
Paolo Peruzza (Venezia, 10 dicembre 1939 – Venezia, 12 agosto 2022) è stato un politico italiano.
Docente di filosofia e storia, prima di diventare parlamentare (Senatore tra il 1993 e il 1996, Deputato tra il 1996 e il 2001) è stato Assessore comunale alla cultura.